# 前210年代
| 千纪： | 前1千纪 |
| 世纪： | 前4世纪 \| 前3世纪 \| 前2世纪                                                                              |
| 年代： | 前240年代 \| 前230年代 \| 前220年代 \| 前210年代 \| 前200年代 \| 前190年代 \| 前180年代                    |
| 年份： | 前219年 \| 前218年 \| 前217年 \| 前216年 \| 前215年 \| 前214年 \| 前213年 \| 前212年 \| 前211年 \| 前210年 |

前210年代從前219年1月1日開始，於前210年12月31日結束。

## 出生
- 漢惠帝

## 逝世
- 前219年：克里昂米尼三世，斯巴达国王（前235年 - 前222年），曾重新整合斯巴达的政治结构，并曾试图毁灭亚该亚同盟。
- 前217年：盖乌斯·弗拉米尼乌斯·尼波斯，罗马共和国执政官、将军
- 前211年：
  - 普布利乌斯·科尔内利乌斯·西庇阿, 罗马共和国将军，曾在前218年任执政官，后在罗马与古迦太基之间爆发第二次布匿战争时担任资深执政官
- 前210年：
  - 9月10日：秦始皇，中国首位皇帝（出生于前260年）
  - 扶苏，秦始皇长子
  - 蒙恬，秦朝将军